# Синтандрей (Хунедоара)
Синтандрей (рум. Sântandrei) — село у повіті Хунедоара в Румунії. Адміністративно підпорядковане місту Сімерія.
Село розташоване на відстані 291 км на північний захід від Бухареста, 5 км на південний схід від Деви, 114 км на південний захід від Клуж-Напоки, 135 км на схід від Тімішоари.

## Населення
За даними перепису населення 2002 року у селі проживали 722 особи.
Національний склад населення села:
| Національність | Кількість осіб | Відсоток |
| -------------- | -------------- | -------- |
| румуни         | 705            | 97,6%    |
| цигани         | 14             | 1,9%     |

Рідною мовою назвали:
| Мова      | Кількість осіб | Відсоток |
| --------- | -------------- | -------- |
| румунська | 708            | 98,1%    |
| угорська  | 14             | 1,9%     |